# Шалино
Шалино — деревня в составе Дмитриевского сельского поселения Галичского района Костромской области России.

## География
Деревня расположена вблизи места впадения Черновки в Кистегу, в 24 км к югу от Галича.

## История
Согласно Спискам населённых мест Российской империи в 1872 году деревня относилась к 2 стану Галичского уезда Костромской губернии. В ней числилось 7 дворов, проживало 24 мужчины и 22 женщины.
Согласно переписи населения 1897 года в деревне проживало 73 человека (29 мужчин и 44 женщины).
Согласно Списку населённых мест Костромской губернии в 1907 году деревня относилась к Воскресенской волости Галичского уезда Костромской губернии. По сведениям волостного правления за 1907 год в ней числилось 16 крестьянских дворов и 81 житель. Основными занятиями жителей деревни были работа стекольщиками и портными.
До муниципальной реформы 2010 года деревня входила в состав Пронинского сельского поселения.

## Население
| 2008 | 2010 | 2012 | 2014 |
| ---- | ---- | ---- | ---- |
| 2    | ↘0   | →0   | →0   |